# Sassacus aztecus
Sassacus aztecus är en spindelart som beskrevs av David B. Richman 2008. Sassacus aztecus ingår i släktet Sassacus och familjen hoppspindlar. Inga underarter finns listade i Catalogue of Life.